# Ginseng

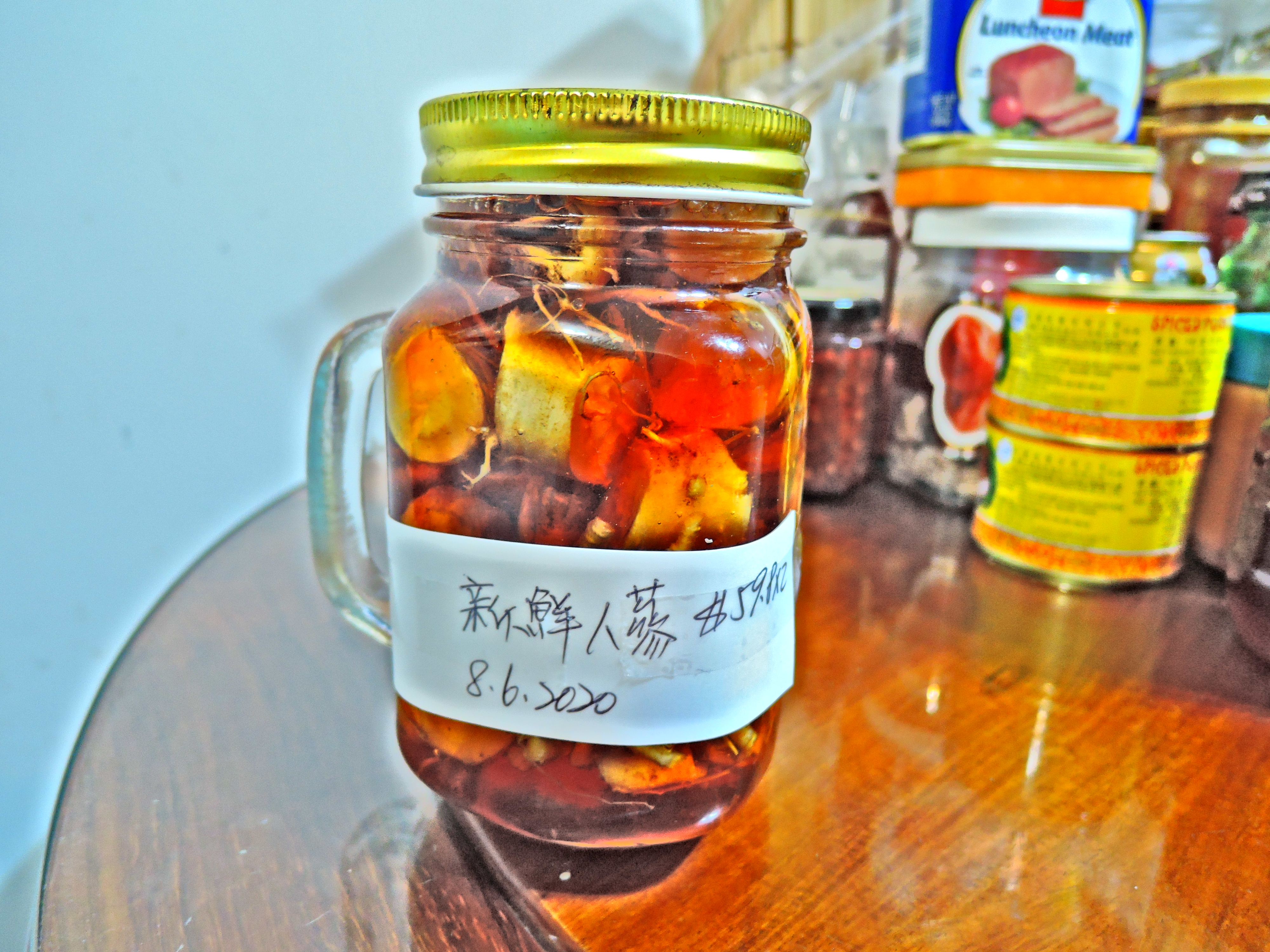
Ginseng amb mel

El ginseng (Panax ginseng) és una petita planta herbàcia de la família de les araliàcies, l'arrel de la qual s'utilitza tradicionalment en la medicina xinesa amb moltes funcions diferents. Creix en zones temperades d'Àsia com la Xina, Corea del Nord i l'est de Rússia tot i que actualment els exemplars silvestres que es poden trobar són quasi inexistents i tota la producció de ginseng es fa per cultiu.

## Etimologia
Panax ginseng deriva del grec panakos (panacea) que vol dir "remei per totes les malalties". A més, se li va posar aquest nom en honor de la mítica filla d'Esculapi, capaç de curar tots els mals. El terme ginseng deriva del xinès: jin (home) i chen (tríada) significa la tríada de l'home (l'home, el cel i el ginseng) fent referència a la forma antropomòrfica que té l'arrel d'aquesta planta.

## Hàbitat i distribució geogràfica
El ginseng és originari de la Xina, Indoxina, Corea, Vietnam i Japó. Creix en llocs ombrívols i muntanyosos, ja que no suporta bé estar en llocs on li toqui la llum solar directa, i en boscos abundants de coníferes.
Actualment gairebé es pot dir que no en creixen exemplars silvestres sinó que tot prové de cultius de Corea, Xina, Japó, Bulgària i Rússia Oriental.
Les regions amb millors característiques pel cultiu es troben en la zona temperada entre els paral·lels 36 i 38; concretament és la zona de Corea del Nord en la qual es diu que el ginseng és de la màxima qualitat degut a les seves favorables condicions de creixement.

## Descripció
És una planta herbàcia i perenne que fa entre 30 i 70 cm d'alçada, de creixement lent amb una tija de secció cilíndrica, esponjosa i verda.
L'arrel és fusiforme, axonomorfa, grossa i carnosa, de 2 cm de diàmetre per 20 ó 30 de profunditat, de color blanquinós, estriada transversalment i acabada amb arrels secundàries molt fines i fibroses.
Les fulles tenen pecíol, són compostes, pinnaticompostes i imparipinnades formades per 5 folíols dels quals n'hi ha 3 de terminals molt més grossos que els altres 2 laterals. Els folíols són el·líptics o lleugerament ovats d'entre 4-15 cm de llarg i 2-7 d'ample, amb nervadura pinnada, verticil·lats, amb l'àpex acuminat i el marge serrat o finament bidentat.
Les flors són nombroses i petites de color groc verdós, l'ovari és ínfer i es disposen en inflorescències racemoses de 15 a 30 flors en forma d'umbel·la simple suportada per un peduncle que emergeix de l'extrem de les ramificacions de la tija. El calze està format per 5 sèpals i la corol·la també té 5 pètals ovals.
Els fruits són baies de forma arronyonada, de color escarlata intens envoltades 5 bràctees lanceolades i tancades a l'interior de les quals s'hi troben entre 1 i 3 llavors semicirculars.

## Farmacologia

### Part utilitzada (fàrmac)
L'única part que s'utilitza d'aquesta planta és l'arrel.

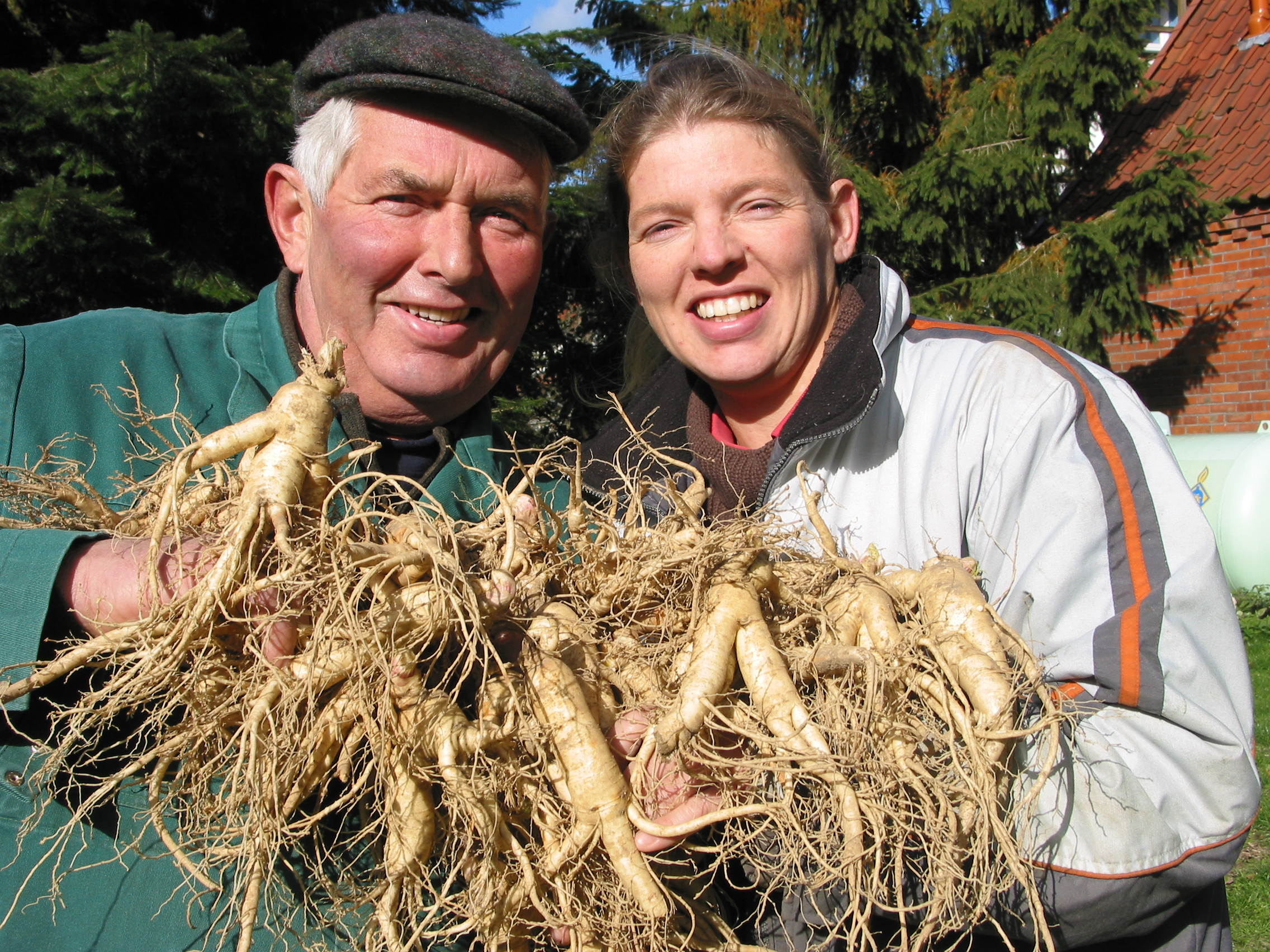
L'arrel, el fàrmac

Aquesta no es considera madura fins que té 20 anys. No obstant això, es recull quan té entre 4 i 6 anys de vida depenent del seu desenvolupament.
Un cop recollida l'arrel s'ha de deixar assecar i depenent dels tractaments posteriors que se li facin en podem obtenir dues varietats diferents: el ginseng vermell i el ginseng blanc.
Tant l'un com l'altre s'utilitzen medicinalment però el ginseng blanc només es ven en oficines de farmàcia a Europa i el vermell al Japó i altres països d'Àsia.

### Composició química
- Ginsenòsids (2-3%): són saponines triterpèniques que es divideixen el 3 grups:
  - Derivats del protopanaxadiol: (Ra, Ra2, Ra3, Rb1, Rb2, Rb3, Rc, Rd, Rh2)
  - Derivats del protopanaxatriol: (Re, Rf, Rg1, Rg2, Rh1).
  - Derivats de l'àcid oleànic: només el ginsenòsid Ro.
- Olis essencials (0,05%): llimoner, citral, terpineol, poliacetilens (ginsenoínes A-K)
- Vitamines: 
  - Vitamines del grup B: B1, B2, B12, nicotinamida, àcid pantotènic i àcid fòlic.
  - Vitamines del grup C.
- Fitoestrògens (només en espècies d'origen salvatge): estrona i estriol, beta sitoesterol, duacosterol…
- Aminoàcids: prolina, glicina, alanina, cisteïna, lisina, leucina, serina…
- Sals minerals: Cu, Al, Mg, P, Co…
- Glúcids: polisacàrids heterogenis com els panaxans A-U
- Enzims: amilasa, glicolasa…
- Àcids orgànics: acètic, cítric, màlic, pirúvic…

### Accions farmacològiques
- És hipoglucemiant, incrementa la secreció d'insulina i regula la formació de glicogen degut als panaxans, que augmenten el metabolisme de glúcids, lípids, proteïnes, ADN i ARN sobretot a nivell hepàtic. Per això és antidiabètic i útil per tractaments en diabètics o amb intolerants a la glucosa.

- És hipolipemiant, estimula un enzim anomenat lipopreteïna lipasa que redueix els nivells de colesterol i triacilglicèrids a la sang.

- És un estimulant nerviós, millora la regulació de la temperatura corporal augmentant la tolerància al fred, a la calor i a les radiacions i estimula la producció de ribosomes hepàtics.

- Té una acció adaptògena que amb l'estimulació del Sistema nerviós central i incrementa la resistència inespecífica a malalties i també té un efecte antiestrès.

- Té activitat antihipnòtica, augmenta l'activitat cerebral i en millora les seves funcions. Millora la circulació del flux sanguini cerebral cosa que va bé per l'envelliment i pacients amb símptomes d'arteriesclerosi. A més, això fa que tingui un efecte antagonista dels depressors del sistema nerviós central com l'alcohol, barbitúrics i opiacis.

- Té activitat immunomoduladora, incrementa la capacitat fagocitària de macròfags i limfòcits. En oncologia, s'han demostrar efectes inhibitoris en cultius de cèl·lules tumoral.[1]

- Pel que fa al rendiment esportiu provat en esportistes d'elit, augmenta el temps de resistència al cansament, manté molt millor les condicions d'homeòstasi després d'un esforç, inhibeix la deficiència d'àcid ascòrbic en situacions d'esforç, també disminueix la producció d'àcid làctic i el temps de resaturació de l'hemoglobina la qual cosa fa que hi hagi un menor dèficit d'oxigen en aquestes situacions i una reducció de la formació de radicals lliures.

- Permet controlar la pressió arterial, és bon tònic cardíac, provoca un augment del to i de l'amplitud de la musculatura llisa, és antioxidant, antianèmic i té efectes detoxificants que s'han vist en la prevenció de danys causats per substàncies tòxiques.

- Actua sobre el sistema sanguini augmentant les taxes d'hemoglobina i l'hematòcrit, així com els glòbuls blancs i vermells per l'estimulació de la síntesi d'ARN a nivell de la medul·la òssia.

- Presenta propietats afrodisíaques[2] demostrades amb l'increment en el nombre i mobilitat dels espermatozoides juntament amb un ascens dels nivells de testosterona lliure, dihidrotestosterona i altres hormones relacionades.

- Se n'ha determinat una activitat estrogènica degut a les saponines que milloren els símptomes associats al climateri en dones menopàusiques.

### Ús medicinal
Una monografia de l'arrel dessecada del ginseng de Corea figura en la Farmacopea Europea (4a edició, 2002). També es troba inscrita en la llista de l'annex de la Note explicative de 1998 de l'antiga Agència del Medicament. L'arrel de ginseng també consta com a complement alimentari.
A Alemanya, la Comissió E té una monografia dedicada al ginseng on precisa que aquesta arrel augmenta la resistència dels animals de laboratori en diferents models d'estrès.

### Efectes adversos i/o tòxics
Tot i que se n'ha fet un estudi amb 500 persones al Japó que prenien quantitats abundants de ginseng diàriament i no s'han demostrat efectes tòxics rellevants, se n'han descrit alguns de més o menys freqüents.
Si es pren ginseng de forma moderada s'ha demostrat que es pot tolerar bé i que no produeix efectes tòxics. No obstant això, s'ha descrit una síndrome produïda per l'abús de ginseng: el GAS (Ginseng Abuse Syndrome) el qual dona hipertensió arterial, estat d'agitació i insomni, erupcions cutànies i diarrea matinal. En menor proporció també pot donar amenorrea, depressió, disminució de la gana, hipotensió arterial i edemes. A més, aquests símptomes es poden agreujar amb el consum simultani de cafeïna i s'alleugen quan es deixa de prendre.
També s'han donat trastorns digestius com diarrea, dispèpsia, nàusees i vòmits. Rarament alguns trastorns cardiovasculars com taquicàrdia; hematològics com epistaxis i neurològics com nerviosisme i molt rarament cefalea.

### Interaccions medicamentoses
- En diferents tests fets en animals s'ha vist que el ginseng disminueix l'efecte depressor de substàncies com l'hidrat de cloral, feniobarbital i amfetamines alhora que incrementa el transport de fenilalanina i del fòsfor inorgànic lliure de l'escorça cerebral.

- També s'ha constatat un sinergisme amb drogues antineoplàstiques com la mitomicina i una possible aparició de símptomes maníacs amb la fenelzina.

- L'agregat amb glicerolfosfat de magnesi ha demostrat una bona absorció digestiva i una aportació antiagregant plaquetari i lleugerament hipolipemiant.

- A nivell nociceptiu se li han trobat efectes inhibitoris potenciant l'activitat de la pentazoicina i l'aspirina. Juntament amb el diazepan dona efectes anticonvulsius.

- Cal tenir molta precaució quan es pren amb altres estimulants cerebrals com la cafeïna, guaranà o hormones, ja que en pot potenciar els seus efectes de manera especial. A més, tampoc s'ha de barrejar amb warfarina o heparina per la possible reducció dels efectes anticoagulants que afavoririen l'aparició d'hemorràgies.

- Si es barreja amb insulina o sulfonilureas en pot potenciar els seus efectes i produir hipoglucèmia. Tot i això, si se'n controlen i administren les doses oportunes no hi ha d'haver cap problema en els seus efectes.

- Conjuntament amb els inhibidors de la monoamino-oxidasa (IMAOs), el ginseng pot accentuar els seus efectes donant lloc a crisis hipertensives, cefalees i manies.

### Contraindicacions
El ginseng és desaconsellable durant el curs de malalties agudes, trombosi coronària, malalties cardíaques greus, hipertensió arterial i hemorràgies. Tampoc es prescriu a pacients amb hipersensibilitat nerviosa, esquizofrènia, histèria o mania.
Degut a les seves saponines, no està indiciat per persones amb casos d'antecedents d'úlcera gastroduodenal, gastritis, malaltia diverticular i quadres disentèrics.
Els efectes del ginseng durant l'embaràs i la lactància no estan suficientment estudiats però es creu que degut als possibles efectes estrogènics podria induir a avorts espontanis en alguns casos.

## Alimentació
El Consell d'Europa ha inclòs el ginseng a la llista de fonts naturals de condiments alimentaris en la categoria N2.
Aquesta categoria estableix que es poden afegir petites quantitats de ginseng als aliments amb la possible limitació d'un principi actiu (no especificat) en el producte final.

## Altres plantes anomenades "Ginseng"
Plantes del gènere Panax:

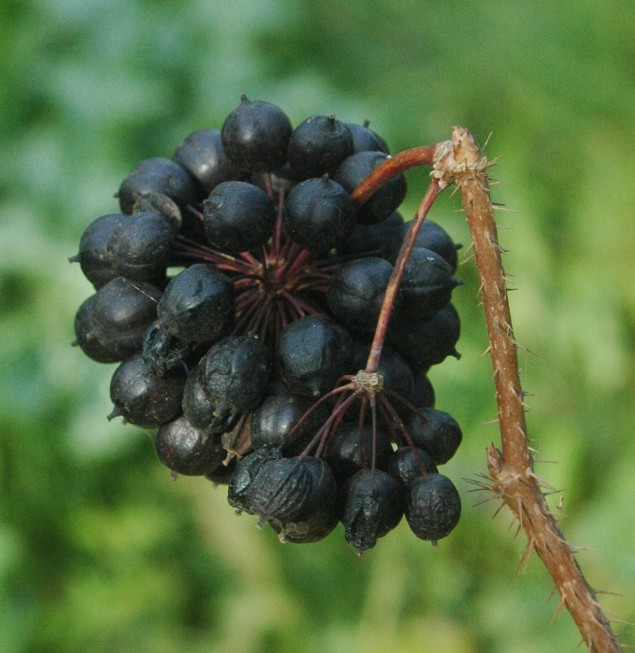
Eleutherococcus senticosus

- Panax japonicus: El ginseng japonès.
- Panax pseudoginseng: El ginseng de l'Himàlaia.
- Panax quinquefolius: El ginseng americà.
- Panax trifolius: El ginseng nan.
- Panax vietnamensis: El ginseng vietnamita i la seva varietat: P. v. var. fuscidiscus.

A més, existeixen altres espècies que sovint són anomenades ginseng pels efectes semblants que tenen, però que no són del gènere Panax:
- Eleutherococcus senticosus: Eleuterococ o Ginseng siberià
- Pseudostellaria heterphylla: Ginseng menor
- Angelica sinensis: Ginseng femella o Dong Quai
- Withania somnifera: Ginseng indi
- Pfaffia paniculata: Ginseng de Brasil